# جيفري شو (فنان تشكيلي)
جيفري شو (بالإنجليزية: Jeffrey Shaw)‏ هو فنان تشكيلي أسترالي، ولد في 23 أكتوبر 1944 في ملبورن في أستراليا.

## وصلات خارجية
- الموقع الرسمي